# Dubris Valley
Das Dubris Valley ist ein schmales und eisfreies Tal im Australischen Antarktis-Territorium. In der nördlichen Britannia Range liegt es unmittelbar östlich der Danum-Plattform.
Die Mannschaft neuseeländischer Geologen der University of Waikato, die in diesem Gebiet zwischen 1978 und 1979 Untersuchungen durchführte, benannte das Tal nach dem Portus Dubris aus römischer Zeit auf dem Stadtgebiet von Dover.